# Eggheads
Eggheads (dtsch. „Eierköpfe“) ist eine Britische Quizsendung der mittlerweile zu Independent Television gehörenden Firma 12 Yard Productions, die seit 2003 werktäglich im englischen Fernsehen läuft, seit 2004 auf BBC Two. Fünf Amateurspieler fordern fünf von sieben Profis (eben die 7 „Eggheads“) heraus und versuchen, einen Jackpot zu gewinnen, der bei £ 1000 beginnt und jeden Spieltag um £ 1000 ansteigt, bis er geknackt wird. Der bis dato (2010) höchste Gewinn lag 2007 bei £ 75.000 (nach 74 Siegen der Eggheads hintereinander).
Die Show wurde zunächst von Dermot Murnaghan, jetzt Jeremy Vine moderiert.
Aus der Quizsendung wurden die Spinoffs „Are you an Egghead?“, „Make me an Egghead“ und „Revenge of the Eggheads“ entwickelt.

## Spielablauf
Das Team der fünf Herausforderer, die Pubquiz-Niveau aufweisen, kennt sich schon vor der Sendung. Sie spielen gegen fünf Eggheads; es wird rotiert, so dass nicht alle sieben Teammitglieder immer anwesend sind. Alle Eggheads sind Angestellte der Produktionsfirma, also Profis, die kein finanzielles Interesse an einem Gewinn haben und Extraprämien kassieren.
Die ersten vier Runden sind Einzelrunden, in denen einer der Herausforderer immer einen vermeintlich schlagbaren Egghead herausfordert und versucht, diesen zu besiegen. Dabei wird das Themengebiet vorgegeben, z. B. "Sport", daraufhin meldet sich einer der Herausforderer und sagt, "ich möchte das spielen, als Gegner nehme ich Barry". Dann bekommt jeder der beiden drei Multiple-Choice-Fragen mit drei Antwortmöglichkeiten zum Thema gestellt. Wenn es danach unentschieden steht, werden im Sudden-Death-Modus weitere Fragen gestellt, jetzt ohne Multiple Choice. Der Verlierer einer solchen Runde ist ausgeschieden. Im Extremfall gewinnt eines der Teams alle 4 Matches, dann ist vom Gegner nur noch einer übrig und es spielen in der Schlussrunde 5 gegen 1. In dieser spielen die Teams zusammen gegeneinander, drei Fragen ohne Themeneingrenzung, es ist erlaubt, sich gegenseitig zu beraten. Steht es danach unentschieden, folgt wieder ein Sudden Death ohne Multiple Choice. In der Praxis haben die Herausforderer aus zwei Gründen eine Chance: zum einen bekommen beide Seiten nicht die gleichen Fragen, so dass sie mit Glück einfachere Aufgaben bekommen, zum anderen kann man bei Multiple-Choice-Fragen mit nur drei Auswahlmöglichkeiten Glück haben. Joker gibt es aber nicht.

## Die original fünf Eggheads, zwei Ergänzungen und ein Austausch
Bei Sendestart wurden fünf Eggheads von der Firma festgelegt. Das Auswahlverfahren sorgt für einiges Kopfkratzen in der britischen Quizszene, da die Moderatoren mit dem gebetsmühlenhaft wiederholten Satz "arguably the most formidable team in the country" und der Vermeidung jeglicher Information zu den einzelnen Spielern suggerieren, dass die Spielstärke der Eggheads ähnlich sei, doch das ist gänzlich falsch (siehe auch die englischsprachigen Wikipediaseiten).
- Kevin Ashman (* 1959) aus Winchester ist der Welt- und Europameister (2009) der IQA (International Quizzing Association ), er hat (Stand Anfang 2010) 13 Goldmedaillen bei Welt- und Europameisterschaften gewonnen. Bei Jeder gegen Jeden gewann er ein Zehn-Jahresfinale, bei der englischen Show Mastermind hält er den Rekord im Spezialthema, bei der traditionsreichen BBC-Radiosendung Brain of Britain gewann er das 9-Jahresfinale und siegte bei Masterbrain, Hopp oder Top/Sale of the Century, Quiz Night, Trivial Pursuit-Fernsehspiel und The Great British Quiz. Er ist der wohl beste Spieler der Welt aber macht keinerlei Rummel um seine Person.
- Judith Keppel (* 1942) ist dagegen das andere Extrem. Sie gewann 2000 eine Million Pfund bei Who Wants to Be a Millionaire?, damit hört es aber schon auf. Da sie die erste Siegerin überhaupt war und wahrscheinlich weil sie eine Frau ist, wurde sie sofort verpflichtet. Sie gilt als Schwachstelle, so dass die Mehrzahl der Herausforderer sie bei den von ihr gehassten Themen Sport und Film gleich auswählt und regelmäßig schlägt.
- Daphne Fowler (* 1939) ist eine immer lächelnde Urgroßmutter, die aber deutlich mehr respektiert wird und nicht nur eins, sondern mehrere Quiz gewonnen hat, u. a. sogar das Jahresfinale 1997 von Brain of Britain, außerdem gewann sie bei Jeder gegen Jeden, Hopp oder Top/Sale of the Century, Going for Gold und Masterbrain.[1] 2013 gab sie ihren altersbedingten Rücktritt bekannt.

- CJ de Mooi (* 1969) ist ein Spieler, der mit seiner überaus exzentrischen "Bad Boy" Art stark polarisiert, er hat fast gar keine Erfolge vorzuweisen, kam aber bei Auftritten wie z. Bsp. bei Der Schwächste fliegt gut rüber und wurde engagiert. 2012 gab de Mooi sein Ausscheiden aus der Show bekannt, um sich einer Schauspiel-Karriere zu widmen. Am 27. September 2012 trat erstmals sein farbiger Nachfolger David Rainford an, 2013 kehrte aber de Mooi für Fowler zurück.
- Christopher Hughes (* 1947) ist ebenfalls ein eher skurriler Zeitgenosse, der ehemalige U-Bahnführer weiß auch das kleinste Detail über Eisenbahngeschichte. Aber er hat immerhin einige Quizerfolge, war Brain of Britain-Jahressieger und Mastermind-Gewinner.

2008 und 2009 wurde das Team um zwei weitere Spieler aufgestockt um rotieren zu können. Diese wurden aber nicht einfach dekretiert, sondern in einem Spin-Off-Qualifikationsquiz à 64 Teilnehmer namens "Are You an Egghead?" (Details siehe engl. Wikipedia) ermittelt.
Die beiden Neuen sind:
- Seit 2008: Barry Simmons (* 1948) setzte sich in der ersten Ausscheidung überraschend durch. 2013 gewann er Brain of Britain.
- Seit Ende 2009. Pat Gibson (* 1961) ist nach Ashman der zweite echte Star im Feld. Er ist ebenfalls vierfacher IQA-Einzel-Weltmeister und (obwohl Ire) mehrfacher Teameuropameister mit England, man lässt ihn mitspielen, weil er über 20 Jahre in England lebt. Er gewann 2006 das Jahresfinale von Brain of Britain und hat ebenfalls 1 Million Pfund bei Who Wants to Be a Millionaire? gewonnen (2004, bevor er als Quizzer bekannt geworden war), dabei war sein Telefonjoker Mark Kerr, auf den er in der Eggheadsausscheidung ironischerweise gleich zweimal traf, 2008 verlor er überraschend, 2009 gewann er dann.
- 2012 bis 2018: David Rainford (* 1968; † 2020), der erste farbige Spieler, gewann 2005 £ 250.000 bei Who Wants to Be a Millionaire?